# Phaenocarpa
Phaenocarpa is een geslacht van vliesvleugeligen uit de familie van de schildwespen (Braconidae). De wetenschappelijke naam van het geslacht werd in 1862 gepubliceerd door Arnold Foerster.
Phaenocarpa is een vrij omvangrijk geslacht, met meer dan 200 beschreven soorten. Het is een kosmopolitisch geslacht; de meeste soorten komen voor in het Holarctisch gebied.
Deze schildwespen parasiteren op tweevleugelige insecten (Diptera). Slechts van een beperkt aantal soorten zijn gastheersoorten gekend. Die behoren tot verschillende families van Diptera, meestal bloemvliegen (Anthomyiidae) of drekvliegen (Scathophagidae).

## Soorten
- P. acarinata Braet & van Achterberg, 2003
- P. aciculata (Provancher, 1886)
- P. acutinotum Fischer, 1974
- P. aggressiva Fischer, 1975
- P. amara Fischer, 1975
- P. angostura Bhat, 1979
- P. angustifossa Fischer, 1975
- P. angustiptera Papp, 1968
- P. aniva Belokobylskij, 1998
- P. anomala Wharton, 1994
- P. antichaetae Fischer, 1974
- P. areolata van Achterberg, 2003
- P. aristarchi Fischer, 1974
- P. arkadii Belokobylskij, 1998
- P. astigmatica Fischer, 1974
- P. atlantica Arouca & Penteado-Dias, 2004
- P. aurosetosa Papp, 2000
- P. barthii (Brues, 1907)
- P. basarukini Belokobylskij, 1998
- P. basirufa Fischer, 1974
- P. bellatrix Fischer, 1975
- P. benjaminica Fischer, 1974
- P. bicolor

Phaenocarpa bicolor (Forster) (Forster, 1862)
Phaenocarpa bicolor (Granger) Granger, 1949
- P. borealis Belokobylskij, 1998
- P. brachyptera Fischer, 1974
- P. brasiliensis Arouca & Penteado-Dias, 2006
- P. brevicauda (Provancher, 1886)
- P. breviflagellum van Achterberg & Zaykov, 1981
- P. brevipalpis (Thomson, 1895)
- P. bruesi Marsh, 1974
- P. brunnicornis Fischer, 1974
- P. burmensis Bhat, 1979
- P. californica Fischer, 1974
- P. cameroni Papp, 1967
- P. canaliculata Stelfox, 1941
- P. carinthiaca Fischer, 1975
- P. caucasica Telenga, 1935
- P. caudata (Provancher, 1881)
- P. cellularis Fischer, 1974
- P. cephalotes Fischer, 1975
- P. collaris Papp, 1968
- P. collorufa Fischer, 1974
- P. compacta Belokobylskij, 1998
- P. compressa Belokobylskij, 1998
- P. compressigaster Fischer, 1974
- P. conjuncta Fischer, 1974
- P. conspurcator (Haliday, 1838)
- P. convergens Fischer, 1974
- P. convexinotum Fischer, 1975
- P. costata Fischer, 1974
- P. costulata Fischer, 1974
- P. coxalis Szepligeti, 1904
- P. cracentis Bhat, 1979
- P. cratomorpha Wharton, 1994
- P. cristata Szepligeti, 1915
- P. curticauda van Achterberg, 1998
- P. curvata Fischer, 1974
- P. curvicurrens Fischer, 1975
- P. curvula (Thomson, 1895)
- P. chasanica Belokobylskij, 1998
- P. chiastochetae Fischer, 1990
- P. differentiata Fischer, 1975
- P. diffusa Chen & Wu, 1994
- P. disjuncta Fischer, 1974
- P. distinguenda Fischer, 1974
- P. distributa Fischer, 1974
- P. divisa Fischer, 1974
- P. drosophilae Fischer, 1975
- P. elizovo Belokobylskij, 1998
- P. eoa Belokobylskij, 1998
- P. ermak Belokobylskij, 1998
- P. errabunda Papp, 1966
- P. eugenia (Haliday, 1838)
- P. eunice (Haliday, 1838)
- P. excisa Fischer, 1974
- P. fidelis Fischer, 1970
- P. flammea Fischer, 1975
- P. flavipes (Haliday, 1838)
- P. flavomandibula Bhat, 1979
- P. frequentator (Zetterstedt, 1838)
- P. fridolini Tobias, 1986
- P. galatea (Haliday, 1838)
- P. gaspeensis Fischer, 1974
- P. grandiceps Fischer & Zaykov, 1983
- P. gratia Belokobylskij, 1998
- P. helophilae van Achterberg, 1998
- P. heynei Papp, 1969
- P. hicoriae Fischer, 1974
- P. hirsuta Koponen & Vikberg, 2005
- P. horribilis Fischer, 1974
- P. huronensis Fischer, 1974
- P. hyalina Trostle, 1999
- P. idolica Fischer, 1975
- P. impressinotum Fischer, 1975
- P. impugnata Papp, 1972
- P. indistincta Fischer, 1974
- P. ingressor Marshall, 1895
- P. insolita Braet & van Achterberg, 2003
- P. intermedia Tobias, 1962
- P. issykkulensis Fischer, 2006
- P. istochaetae Belokobylskij, 1998
- P. ivanovi Belokobylskij, 1998
- P. jawahari Sharma, 1979
- P. jezoensis Watanabe, 1937
- P. josephi Fischer, 1975
- P. kansensis Shenefelt, 1974
- P. kashmirensis Bhat, 1979
- P. kasparyani Belokobylskij, 1998
- P. kerzhneri Belokobylskij, 1998
- P. kinleyensis Fischer, 1974
- P. kittenbergeri Papp, 1966
- P. kokujevi Belokobylskij, 1998
- P. kozyrevskii Belokobylskij, 1998
- P. laevisulcata Fischer, 1974